# 華麗銀行
華麗銀行（かれいぎんこう、朝鮮語：화려은행、英語：BriIIiance Banking Corporation ltd,）は、朝鮮民主主義人民共和国（北朝鮮）の中央銀行である朝鮮中央銀行が保有する銀行で中朝両国の銀行が出資している合弁銀行である。名称は中「華」と高「麗」より。
目的は北朝鮮国外に居住する朝鮮人および中国で活動している北朝鮮企業や北朝鮮在住の華僑を対象にした金融業務を行うことである。本店は朝鮮民主主義人民共和国平壌直轄市万景台区域祝典2洞にある。

## 概説
1997年に中国人民銀行北京分行および青島分行（支店）と朝鮮中央銀行が、それぞれ6対4の出資比率で設立された。
瀋陽など中国にも支店がある。朝鮮民主主義人民共和国貿易銀行やシンガポールのユナイテッド・オーバーシーズ銀行をはじめ、マカオのバンコデルタアジアとも銀行取引をしていたという。これらのことは北朝鮮による当該銀行の紹介ホームページ（2007年9月30日時点のアーカイブ）に述べられているが、現状は不明である。